# Pasieczki
Pasieczki – część Imielina położona na północy miasta.
W Pasieczkach występuje wyłącznie zabudowa domów jednorodzinnych. Na terenie dzielnicy znajduje się kopalnia odkrywkowa dolomitu. W Pasieczkach usytuowane są m.in. kapliczka wnękowa z 1870, wewnątrz której znajduje się figurka św. Jana Nepomucena i krzyż z 1899. Na cokole kapliczki znajduje się figurka Matki Bożej.

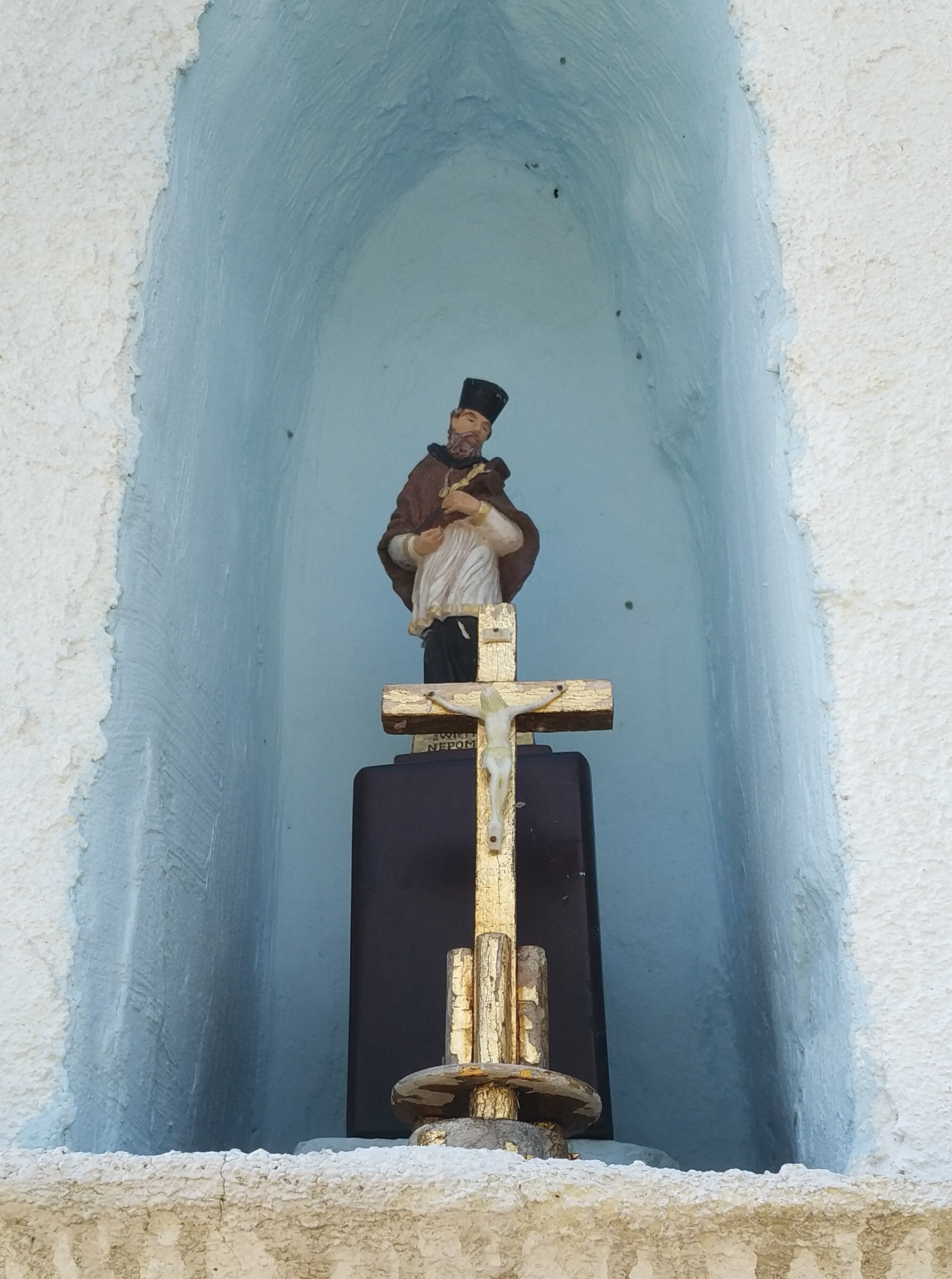
Figurka św. Jana Nepomucena i krzyż z 1899 roku